# Шуанляо
Шуанляо (кит. спр. 双辽市, піньїнь: Shuāngliáo Shì) — місто-повіт в східнокитайській провінції Цзілінь, складова міста Сипін.

## Географія
Шуанляо розташований на рівнині Сунляо, на заході міста тече річка Дунляо, безпосередньо через міський центр — річка Сінькай (усі — басейн Ляохе).

### Клімат
Місто знаходиться у зоні, котра характеризується вологим континентальним кліматом. Найтепліший місяць — липень із середньою температурою 23.7 °C. Найхолодніший місяць — січень, із середньою температурою -14.5 °С.
| Клімат Шуанляо          | Клімат Шуанляо | Клімат Шуанляо | Клімат Шуанляо | Клімат Шуанляо | Клімат Шуанляо | Клімат Шуанляо | Клімат Шуанляо | Клімат Шуанляо | Клімат Шуанляо | Клімат Шуанляо | Клімат Шуанляо | Клімат Шуанляо | Клімат Шуанляо |
| Показник                | Січ.           | Лют.           | Бер.           | Квіт.          | Трав.          | Черв.          | Лип.           | Серп.          | Вер.           | Жовт.          | Лист.          | Груд.          | Рік            |
| Середній максимум, °C   | −7,4           | −2             | 5,8            | 15,9           | 23             | 27,6           | 28,6           | 27,7           | 23             | 14,8           | 3,2            | −4,9           | 12,9           |
| Середня температура, °C | −14,5          | −9,2           | −1             | 9              | 16,5           | 21,6           | 23,7           | 22,4           | 16             | 7,8            | −3             | −11,3          | 6,5            |
| Середній мінімум, °C    | −20,2          | −16,4          | −7,1           | 2,3            | 9,9            | 15,8           | 19,3           | 17,6           | 9,7            | 1,8            | −8,1           | −16,6          | 0,7            |
| Норма опадів, мм        | 2.5            | 2              | 8.7            | 18.3           | 36.1           | 72.1           | 137.7          | 112.3          | 41             | 18.1           | 7.7            | 3              | 459.5          |
| Вологість повітря, %    | 63             | 55             | 49             | 48             | 52             | 64             | 79             | 79             | 71             | 62             | 61             | 63             | 62.2           |
| ----------------------- | -------------- | -------------- | -------------- | -------------- | -------------- | -------------- | -------------- | -------------- | -------------- | -------------- | -------------- | -------------- | -------------- |
| Джерело: data.cma.cn    |                |                |                |                |                |                |                |                |                |                |                |                |                |